# Marko Livaja
Marko Livaja (Split, Croacia, 26 de agosto de 1993) es un futbolista croata que juega como delantero en el H. N. K. Hajduk Split de la Primera Liga de Croacia y en la selección de Croacia.

## Trayectoria
Formado en la cantera del Hajduk Split, fue fichado por el Inter de Milán en edad juvenil, aunque pasó varias cesiones, F. C. Lugano, A. C. Cesena y por último en el Atalanta BC, donde, en las campañas 2012-13 y 2013-14, anotó 2 goles por ejercicio.
En 2014 es adquirido por el Rubin Kazan, que volvió a cederlo al Empoli F. C., con el que sumó en el campeonato italiano 2015-16, 18 partidos (4 como titular) y 1 gol.
En julio de 2016, firmó un contrato hasta junio de 2020 con la U. D. Las Palmas tras quedar desvinculado del Rubin Kazan. En su primera temporada en España, a pesar de su buen inicio quedó lastrado por el elevado número de expulsiones que sufrió.
En el verano de 2017 fue cedido al AEK griego por una temporada, con una opción de compra que estaría valorada en cerca de un millón de euros. En esta temporada consiguió el título de la Superliga de Grecia contribuyendo con 10 goles y siete asistencias. De esta manera el AEK decidió ejecutar la cláusula de compra y se hizo con la propiedad del delantero croata por 1,8 millones de euros.
El 17 de febrero de 2021 rescindió su contrato con el AEK para volver a su ciudad natal, fichando por el Hajduk Split de la Primera Liga de Croacia.

## Selección nacional
Ha sido internacional en las categorías inferiores de Croacia hasta la sub-21. El 7 de septiembre de 2018 debutó en la selección absoluta saliendo de titular en un amistoso ante Portugal. El 9 de noviembre de 2022 fue incluido en la lista de convocados para el Mundial de Catar 2022, torneo en el que consiguió marcar un gol a Canadá en la fase de grupos.

### Participaciones en Copas del Mundo
| Mundial      | Sede  | Resultado     | Partidos | Goles |
| ------------ | ----- | ------------- | -------- | ----- |
| Mundial 2022 | Catar | Tercer puesto | 6        | 1     |

## Clubes
| Club                  | País    | Año       |
| --------------------- | ------- | --------- |
| A. C. Lugano          | Suiza   | 2011      |
| A. C. Cesena          | Italia  | 2011-2012 |
| Inter de Milán        | Italia  | 2012-2013 |
| Atalanta B. C.        | Italia  | 2013-2014 |
| F. C. Rubin Kazán     | Rusia   | 2014-2016 |
| Empoli F. C. (cesión) | Italia  | 2015-2016 |
| U. D. Las Palmas      | España  | 2016-2018 |
| AEK (cesión)          | Grecia  | 2017-2018 |
| AEK                   | Grecia  | 2018-2021 |
| H. N. K. Hajduk Split | Croacia | 2021-     |

## Palmarés

### Títulos nacionales
| Título              | Club                  | País    | Año     |
| ------------------- | --------------------- | ------- | ------- |
| Superliga de Grecia | AEK F. C.             | Grecia  | 2017-18 |
| Copa de Croacia     | H. N. K. Hajduk Split | Croacia | 2021-22 |
| Copa de Croacia     | H. N. K. Hajduk Split | Croacia | 2022-23 |